# 이마와노 키요시로
이마와노 키요시로(일본어: 忌野 清志郎, 1951년 4월 2일 ~ 2009년 5월 2일)는 일본의 남성 록 가수, 기타 연주자, 작곡가, 작사가, 음악 제작자, 배우이다. 일본의 록의 왕이라고도 불린다.

## 내력
1951년 4월 2일, 도쿄 도 나카노 구에서 태어났으며, 1970년 밴드 RC 석세션의 보컬로 데뷔했다. 1982년 2월에는 사카모토 류이치와 콜라보레이션 싱글 《이케나이 루즈매직》을 발매하기도 했는데, 이 노래는 2005년 번뇌걸즈가 커버하기도 했다.
1990년 밴드가 해산하고 1991년부터 솔로 가수로 활동하기 시작한다.
2006년 7월 후두암 진단을 받고 휴식에 들어가 2008년 2월 부활 공연을 펼쳤지만 7월에 암이 허리에 전이된 것이 알려져 다시 요양에 들어갔다. 2009년 들어 신곡을 발표하거나 FM802 캠페인 송 《Oh! RADIO》 제작 등을 담당하며 활동 재개의 움직임을 보였지만 5월 2일 암으로 사망했다.

## 음반 목록

### 싱글
1. Oh! RADIO (2009년 6월 17일)

## 출연

### TV 드라마
- 기프트(ギフト, 1997) (타무라 아키라 역)
- 노부타 프로듀스 (2005년)